# Kościół św. Michała Archanioła w Rogowie
Kościół św. Michała Archanioła w Rogowie – katolicki kościół filialny zlokalizowany we wsi Rogowo w gminie Radowo Małe, w powiecie łobeskim (województwo zachodniopomorskie). Należy do parafii Matki Bożej Szkaplerznej w Radowie Małym.

## Historia i architektura
Kościół został wzniesiony w 2. połowie XVII wieku, przypuszczalnie na miejscu wcześniejszej świątyni. Głównym fundatorem był Joachim Balthasar von Dewitz. Wzniesiony z kamienia polnego na planie prostokąta, jest budowlą salową, orientowaną. Od strony wschodniej posiada trójbocznie zamknięte prezbiterium. Od zachodu do kościoła dostawiona jest dwukondygnacyjna wieża. Nawę główną nakrywa dwuspadowy dach, wieżę natomiast czterospadowy. W ścianie południowej umieszczony jest trójuskokowy, ostrołukowy portal wejściowy z tympanonem. W 1870 roku kościół przeszedł gruntowną przebudowę w duchu neogotyckim.
Wnętrze kościoła nakrywa drewniany, belkowany, malowany strop. Ściany są pobielane, posadzka wylana cementem. W prezbiterium znajduje się dwukondygnacyjny ołtarz barokowy z 1694 roku, z obrazem przedstawiającym Ostatnią Wieczerzę w predelli, w pierwszej kondygnacji ze sceną Ukrzyżowania, w drugiej ze sceną Zmartwychwstania. Ponadto w kościele zachowały się: barokowa ambona z wizerunkami czterech Ewangelistów i sześciobocznym baldachimem, pozostałości po emporze kolatorskiej, XIX-wieczna chrzcielnica ze sztucznego piaskowca. W oknach znajdują się witraże, wykonane w 1980 roku przez Bernarda i Michała Ratajskich ze Szczecina.
Po II wojnie światowej kościół został poświęcony jako świątynia katolicka w dniu 29 września 1945 roku.